# 肉羹

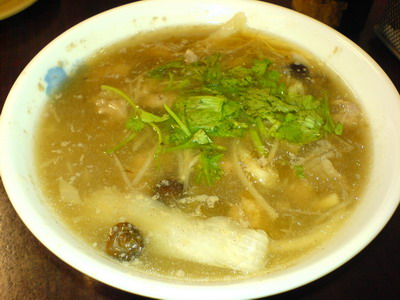
東陽香菇肉羹

肉羹是台灣與福建傳統羹類料理具代表性的一種，也是臺灣料理的代表菜色之一。在臺灣，「羹」字經常作「焿」，「羹」字則常使用在羊羹。肉羹是普及於臺灣市集販售的豬肉副食製品，食用歷史悠久，是一種大眾化的小吃。羹的做法相當多元，不過使用的食材原則上大同小異，主要差別在火候控制及調味料的使用。
隨著臺灣經濟大幅改善，民眾對於飲食也越來越講究。早期將豬肉絲直接放入羹湯的烹調方式不再受民眾青睞。為了使羹湯的整體口感更精緻，各地的臺灣菜師傅對於製作肉羹都有自己的獨家秘方。不過整體而言通常都會使用到3種食材：瘦肉、肥肉、魚漿，三者的比例大約6:3:1。
著名出產的地方：嘉義市西區、嘉義縣新港鄉、雲林縣北港鎮、臺中市大雅區，以及宜蘭縣的宜蘭市、三星鄉和羅東鎮。

## 製作方法
首先將瘦肉及肥肉剁成泥狀，拌入鹽、糖、白胡椒粉，香油，太白粉和油蔥酥，將肉泥攪拌致產生極強黏性後拌入魚漿。最後將肉泥捏成顆粒，顆顆投置於沸湯內，煮熟撈起即可。
將香菇、大白菜或豆芽菜，筍絲等切絲。蔥切段備用。將油倒入炒鍋燒熱，將蔥段放入爆香之後立即取出。爆炒香菇絲、大白菜絲，滾水將竹筍煮熟則為先筍肉羹湯。加入之前煮肉羹的湯，可再加入木耳、蝦米，更講究者還可加魚翅，湯煮開後將入醬油、糖、鹽等調味。最後用少許太白粉水勾芡或蛋花，放入肉羹、香菜、蔥油，佐以蒜泥、黑醋或醬油。

### 引用
1. ↑  肉羹製作 .   [2007-06-04]. （原始内容存档于2007-09-27）.
2. ↑  .   [2023-03-28]. （原始内容存档于2023-03-28）.

### 网页
- 從笨港到北港(朝天宮香客大道文化路車頭篇)\ 本書目錄 \ 玖。美食篇 \東陽香菇肉羹 （页面存档备份，存于）